# WRC: FIA World Rally Championship (videojuego de 2007)
WRC: FIA World Rally Championship es un videojuego de carreras de rally de 2007 desarrollado por Ditto Studios y Firemint, y publicado por I-play para teléfonos móviles con BREW y J2ME.

## Jugabilidad
WRC: FIA World Rally Championship es un juego de carreras en el que el jugador compite en carreras de rally desde una perspectiva en tercera persona o en primera persona. La aceleración es automática, por lo que los controles se limitan a la dirección y el frenado.
El juego tiene dos modos de juego: campeonato y arcade. El modo campeonato simula una temporada completa y el jugador recibe puntos en cada carrera dependiendo de la posición. Los puntos de bonificación se otorgan al pasar por eventos especiales que deleitan al público. Gana suficientes puntos y se desbloquean bonificaciones adicionales para automóviles. El modo arcade se juega contra otros cinco coches y en cada carrera el jugador tiene que terminar lo suficientemente alto para avanzar al siguiente circuito de rally.

## Recepción
WRC: FIA World Rally Championship recibió el premio 'People's Choice Award' de IMGA de 2007.